# 商業軌道輸送サービス

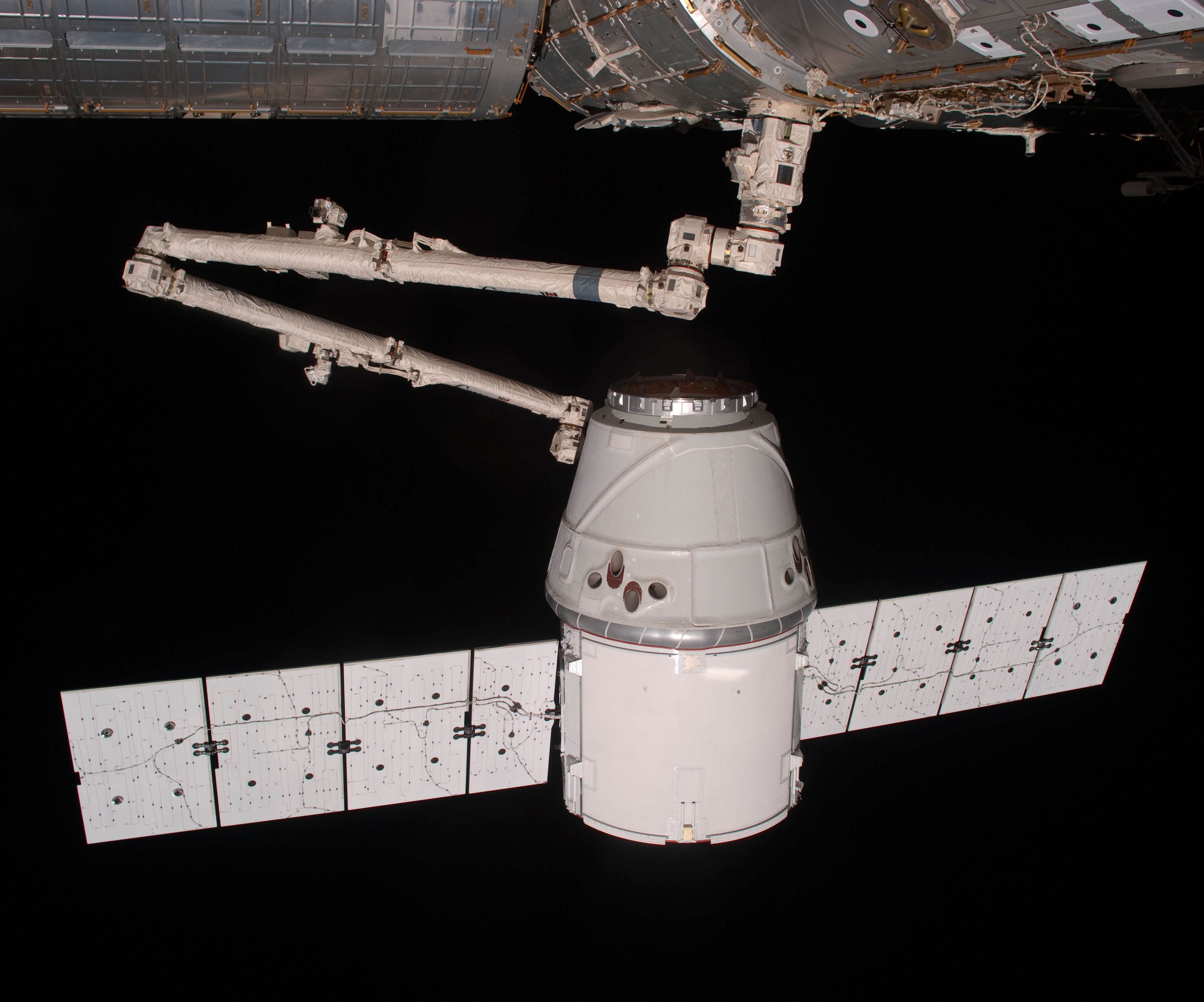
COTSに基づき開発されたドラゴン宇宙船

商業軌道輸送サービス（しょうぎょうきどうゆそうサービス、英語: Commercial Orbital Transportation Services, COTS）は、NASAが計画し調整を行なっている国際宇宙ステーション (ISS) への民間企業による輸送サービス計画である。この計画は2006年1月18日に発表された。
NASAは『少なくとも2015年までには国際宇宙ステーションへの商業輸送が必要になるだろう』と提案した。
COTSは商業補給サービス (Commercial Resupply Services, CRS) 計画とは区別しなければならない。COTSは補給機の開発に関わるものであり、CRSは実際の運搬を行うサービスになる。COTSはマイルストーンの進捗に応じてNASAからの支払いが行われるもので、将来的な輸送契約を約束するものではない。一方、CRSは義務的な契約となるため、契約者は計画の失敗時には責任を有することになる。関連する計画に商業乗員輸送開発 (Commercial Crew Development, CCDev) があり、こちらは国際宇宙ステーションのクルーの交代サービスを行うための商業有人宇宙機だけの開発を目指す。COTS、CRS、CCDevの3つのプログラムは、NASAのCommercial Crew and Cargo Program Office (C3PO) が管理している。

## 概要
国際宇宙ステーション (International Space Station, ISS) へ物資輸送を行う政府が運用する宇宙船の代わりとなる民間企業による商業軌道輸送サービスの実証のために、NASAはスペースシャトルの1回の飛行よりも廉価な5億ドルの融資を2010年までに行っている。
これ以前のNASAのプロジェクトとは異なり、提案された宇宙船は主に開発した会社自身によって所有され、費用を確保する。またアメリカの政府機関と商業カスタマーの双方に貢献するように設計される。NASAはより明確になった時点で、ミッションの契約を結ぶ予定。
宇宙船の高精度な軌道投入技術と宇宙ステーションへのランデヴー技術が必要とされるため、このサービスには現在までに実現している通信衛星等の商業打ち上げサービスより困難が伴う。民間宇宙飛行企業は4つの特定のサービスエリアにおいて競争を行っている。
- 能力レベルA：船外曝露貨物の運搬および廃棄処分
- 能力レベルB：与圧貨物の運搬および廃棄処分
- 能力レベルC：与圧貨物の運搬および回収
- 能力レベルD：宇宙飛行士の輸送

NASAは2006年に、ロケットプレーン・キスラー (RpK) と、アライアント・テックシステムズ (ATK) と協定を結んだが、後にRpKとの協定は同社に十分な自己資産がないことから破棄された。NASAは2008年12月に、別のISSへの貨物輸送契約を入札し、 オービタル・サイエンシズとスペースXの2社を選んだ。2012年5月にスペースX社のドラゴン宇宙船が、翌2013年9月にはオービタル・サイエンシズ社のシグナス宇宙船がISSに到達し、計画は達成された。

## 計画原理
NASAは1990年代半ばに、代替アクセス (Alternate Access) と名付けたISS輸送サービスのための計画を模索した。NASAは他の研究計画を差し置いてまでは代替のアクセス方法の検討に資金は配分しなかったが、この計画はISSが重要な打ち上げ事業の市場機会となることを多くの企業家に納得させることが出来た。
有人宇宙飛行のための軌道輸送をNASAは何年も維持し続けていたが、NASAは自由市場の企業の方が政府の官僚制よりも効率的かつ廉価にこのようなシステムを開発・運用出来るという結論に至った。
当時のNASA長官であったマイケル・D・グリフィンは、手ごろな商業軌道輸送サービスなしには、NASAは宇宙開発の展望 (Vision for Space Exploration)の目的を達成するための十分な予算は得られないだろうと述べた。
もしこのようなサービスが2010年の終わりまでに利用できなかった場合、NASAのスペースシャトルの代替機であるオリオンの完成が2014年まで準備出来ない可能性があるため、NASAはロシア連邦宇宙局のソユーズ、プログレス補給船、ESAの欧州補給機 (ATV)、またはJAXAの宇宙ステーション補給機 (HTV) などの軌道輸送サービスを調達せざるを得なくなる。しかし、NASAはCOTSが運用に入れば、その後ロシアの宇宙貨物輸送サービスを調達する必要はなくなる。
NASAは、ISSに対するCOTSサービスの実現は少なくとも2015年には必要になると予想している。NASAは1年に約6回、毎年10トンの輸送を行うと想定している。NASA長官は、COTSの第1段階が成功した段階で宇宙輸送サービスの調達対象を軌道上の燃料補給ステーションおよび月への輸送任務まで広げられる可能性を示した。

## 歴史

### 第1段階
2006年5月、NASAは更なる評価のために6社の提案を準決定案として選択した。
2006年8月18日には、NASAの探査システム計画局 (Exploration Systems Mission Directorate, ESMD) がスペースX社とロケットプレーン・キスラー (Rocketplane Kistler, RpK) の2社がCOTS計画のフェーズIとして選ばれた事を発表した。
2006年11月8日、RpKとアライアント・テックシステムズ (Alliant Techsystems, ATK) は、ATKがK-1宇宙船の主契約社になると発表した。
NASAはRpKが2007年7月31日の期限までに十分な民間基金を準備することが出来なかったことに対して警告し、2007年9月に同社とのCOTS協定を打ち切り、余ったCOTS予算から1億7,500万ドルをRpK以外の別の企業に与えることにした。

### 第2段階
2007年6月18日には、NASAは払い戻し不要な宇宙計画協定 (Space Act Agreements) を別の4つの会社と契約したこれらの協定は資金援助の項目を全く含んでいないが、NASAは企業が提案した宇宙船の開発を支援するために情報の共有を行うことに同意した。
2007年10月22日、NASAは第1段階で使わなくなった1億7,500万ドルの予算に対する新たな提案を求めた基金の2007年11月の締め切りまでにいくつかの新たな企業（スペースハブ社、t/space社、アンドリュース・スペース社、プラネットスペース社、SpaceDev社）が提案に応じた。
2008年1月、産業界の消息筋は競争企業が、スペースハブ、アンドリュース・スペース、プラネットスペースとオービタル・サイエンシズ4つに絞り込まれたことを明らかにすると共に、発表は2月7日に行われるとした
。いくつかの情報筋は、アンドリュースではなくボーイングが残っていることを示唆した。
2008年2月19日、第2段階の選定ではオービタル・サイエンシズ・コーポレーションのシグナスが選ばれた。

## 契約の落札結果
- ロケットプレーン・キスラー - 当初、2億700万ドルで契約を受注、2007年10月にNASAによって契約が打ち切られるまでに受け取った金額は3,210万ドル。
- スペースX - 2億7,800万ドルで契約、追加資金を競争中。
- オービタル・サイエンシズ - 2008年2月の第二ラウンドの入札の結果、1億7,000万ドルで契約。

## 競争相手
2006年3月には、20社以上の会社組織がCOTS提案を公的に発表した。NASAは2007年11月21日までに少なくとも7つの企業から新しいCOTS提案を受け付けた。
| 社名                                           | 宇宙船                                                       | 打ち上げロケット                                     | パートナー                                             | 第1段階参加社 | 第1段階準決勝 | 第2段階参加社 | 勝者 |
| ---------------------------------------------- | ------------------------------------------------------------ | ---------------------------------------------------- | ------------------------------------------------------ | ------------- | ------------- | ------------- | ---- |
| スペースX                                      | ドラゴン                                                     | ファルコン9                                          |                                                        | 参加          | 参加          | 参加          | 勝者 |
| オービタル・サイエンシズ                       | シグナス                                                     | トーラスII （後にアンタレスに改名）                  |                                                        | 不明          | 不参加        | 参加          | 勝者 |
| アドベンド・ローンチ・サービス                 | 不明                                                         | 不明                                                 |                                                        | 不明          | 不参加        | 不明          | -    |
| アンドリュース・スペース                       | アンドリュース・カーゴ・モジュール                           | ヘラクレスSLV                                        | アライアント・テックシステムズ、MDA                    | 参加          | 参加          | 参加          | -    |
| ボーイング                                     | ATV                                                          | デルタ IV                                            | アリアンスペース、EADS アストリウム                    | 不明          | 不参加        | 参加          | -    |
| コンステレーションサービス・インターナショナル | プログレス補給船                                             | ソユーズ                                             | RKKエネルギア                                          | 不明          | 不参加        | 不明          | -    |
| エクスプロレーション・パートナーズ             | 不明                                                         | 不明                                                 |                                                        | 不明          | 不参加        | 不明          | -    |
| ロッキード・マーティン                         | ATV、HTV                                                     | アトラス V                                           | EADS アストリウム、JAXA                                | 不明          | 不参加        | 不明          | -    |
| オデッセイ・スペース・リサーチ                 | 不明                                                         | 不明                                                 |                                                        | 不明          | 不参加        | 不明          | -    |
| パンエアロ                                     | スペースバン2010                                             | 不明                                                 |                                                        | 不明          | 不参加        | 不明          | -    |
| プラネットスペース                             | ロッキード・マーティン提供の軌道輸送宇宙船                   | ATK提供のアテナIII                                   | アライアント・テックシステムズ、ロッキード・マーティン | 不参加        | 不参加        | 参加          | -    |
| ロケットプレーン・キスラー                     | K-1                                                          | K-1                                                  | オービタル・サイエンシズ                               | 参加          | 参加          | 不参加        | -    |
| スペースシステムズ/ロラール                    | インターモーダルシステム: 宇宙タグボートで貨物コンテナを輸送 | 不明                                                 | コンステレーションサービス・インターナショナル         | 不明          | 不参加        | 不明          | -    |
| SpaceDev                                       | ドリームチェイサー                                           | ユナイテッド・ローンチ・アライアンスによるアトラス V |                                                        | 参加          | 参加          | 不明          | -    |
| スペースハブ                                   | APEX、ARCTUS                                                 | アトラス V                                           |                                                        | 参加          | 参加          | 参加          | -    |
| t/Space                                        | CXV                                                          | クイックリーチ(空中発射型)                           | エア・ランチ                                           | 参加          | 参加          | 不明          | -    |
| ソーテック・ラボラトリー                       | 不明                                                         | 不明                                                 |                                                        | 不明          | 不参加        | 不明          | -    |
| トリトンシステム                               | 不明                                                         | 不明                                                 |                                                        | 不明          | 不参加        | 不明          | -    |
| ベンチャー・エアロスペース                     | S-550                                                        | ファルコン9                                          |                                                        | 参加          | 不参加        | 不参加        | -    |

## 達成
2010年6月、スペースX社はファルコン9ロケットの初打ち上げに成功。同年12月にCOTSに基づく1回目のデモフライトを実施し、ドラゴン宇宙船は地球を2周した後大気圏再突入を果たし、民間初となる地球周回軌道からの帰還に成功した。次いで2012年5月には2度目のデモフライトを行い、民間初となるISSへのドッキングにも成功、COTSの目標を達成した。同年10月からはCRSに基づく補給ミッションを開始している。
オービタル・サイエンシズ社も2013年4月にアンタレスロケットの初打ち上げに成功。同年9月にはCOTSに基づくデモフライトを実施し、シグナス宇宙船によるISSへの初ドッキングに成功。2006年の計画開始から7年を経て、2社いずれもがCOTSによる宇宙船開発を達成した。